# Sumberwindu
Sumberwindu is een bestuurslaag in het regentschap Nganjuk van de provincie Oost-Java, Indonesië. Sumberwindu telt 2504 inwoners (volkstelling 2010).